# Battaglia di Parabiago
La battaglia di Parabiago fu uno scontro verificatosi il 21 febbraio 1339 nelle campagne attorno a Parabiago e Nerviano, tra le truppe milanesi da Azzone Visconti, guidate dallo zio Luchino, contro i ribelli della Compagnia di San Giorgio guidati dallo zio Lodrisio, pretendente al titolo di Signore di Milano. Dal 2022 ad Aprile a Parabiago si svolge la rievocazione storica dalle Battaglia presso il parco di Villa Corvini e il parco Crivelli, grazie all' associazione Parabiago Medievale e alla Pro Loco di Parabiago.

## Cause

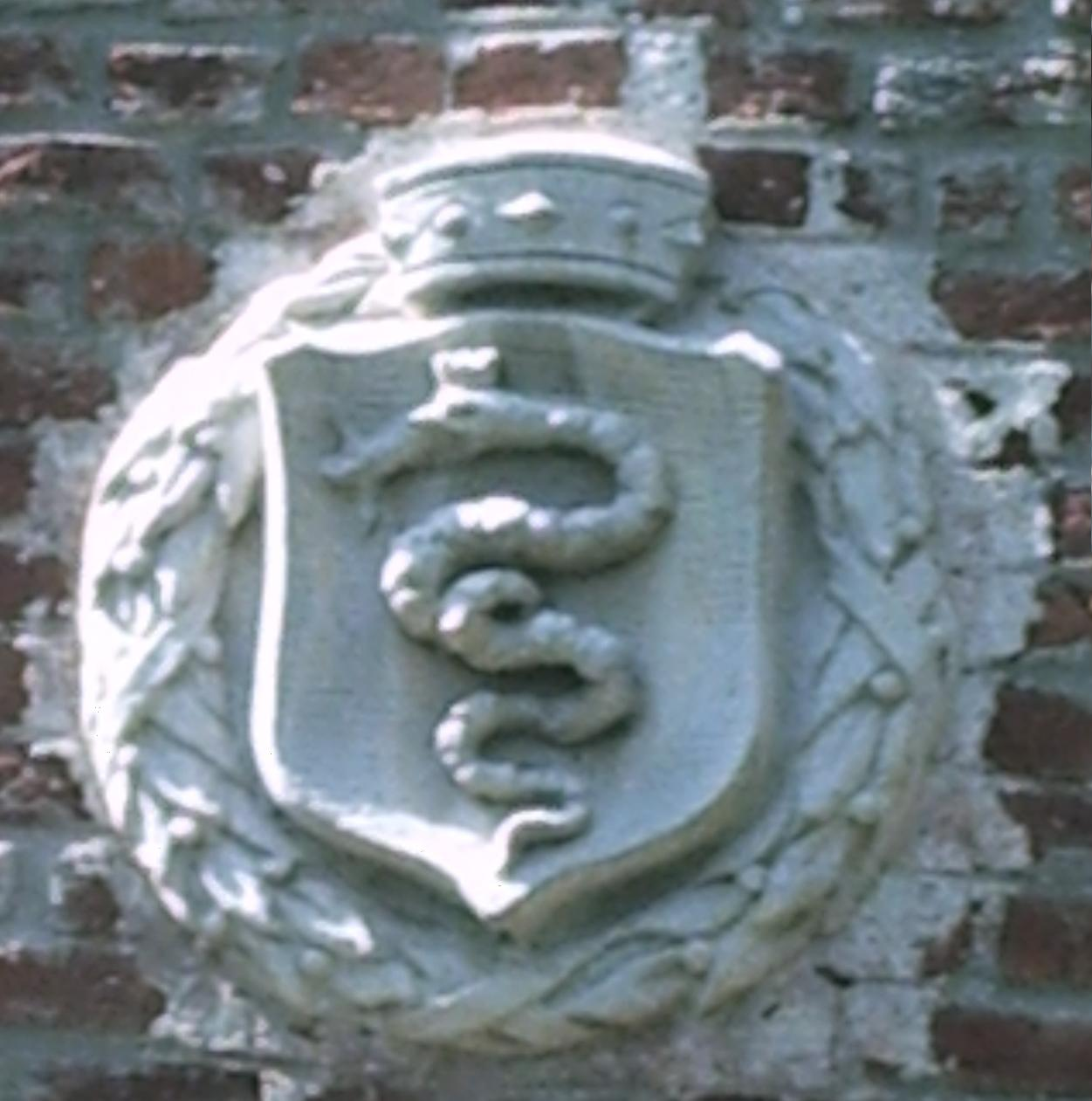
Stemma visconteo, particolare della facciata posteriore di Villa Maggi-Corvini in Parabiago

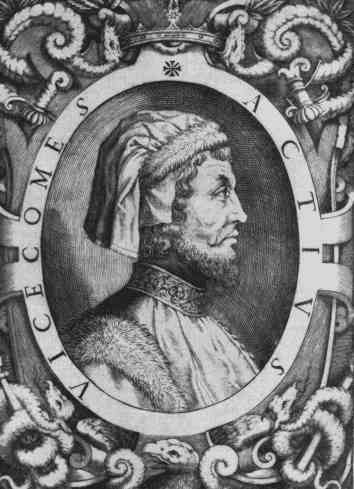
Azzone Visconti, Signore di Milano.

Tutto cominciò nel 1327, con la morte del Signore di Milano Galeazzo I Visconti, che lasciò come unico erede il figlio Azzone, il quale, in opposizione al pontefice, comprò il titolo di Vicario di Milano dall'Imperatore di Germania Lodovico il Bavaro. Nel 1332 al governo del nuovo Vicario, si associarono gli zii Luchino e Giovanni Visconti Arcivescovo, figli di Matteo Visconti, in una sorta di triumvirato. L'altro zio Lodrisio, rimastone fuori, inscenò invano una serie di congiure, per spodestare i tre; quando tutti suoi complici furono arrestati da Azzone (23 novembre 1332), e rinchiusi nelle prigioni di Monza (dette i forni), fu costretto a fuggire a Verona, ospite di Mastino II della Scala.

## Preparativi
Lodrisio, presso la corte scaligera, costituì un'armata composta perlopiù da germanici e svizzeri di lingua tedesca, chiamata Compagnia di San Giorgio, e con l'aiuto stesso di Mastino, Signore di Verona, strinse una serie di alleanze con i nemici del nipote, nelle quali rientrava anche Calcino Tornielli, Signore di Novara. Nel frattempo anche il nipote Azzone aveva concordato alcune alleanze: Ludovico figlio di Aimone di Savoia, il Marchese di Ferrara Obizzo III d'Este, le Signorie di Mantova, Saluzzo e Bologna, oltre il Patriarcato di Aquileia. Così l'ambizioso zio, usurpando il titolo di Signore del Seprio, cominciò dal Veneto a muovere le sue truppe, scontrandosi con l'esercito ambrosiano presso Rivolta d'Adda (1339, primi di febbraio). Pinalla Aliprandi, come capitano generale dell'esercito di Azzone, gli mosse contro cinquecento cavalli, ma non riuscì ad arrestarlo al passaggio dell'Adda e, nei giorni seguenti, Lodrisio prese Cernusco in Martesana, Sesto "di Monza" e Legnano, dove si ricongiunse con le truppe scaligere.
Arrivarono però i rinforzi in favore di Azzone: da Ferrara giunsero soldati sotto la guida di Roberto Villani, che venne eletto Capo delle Truppe Ausiliari dal Consiglio di Guerra. Ora il Vicario poté organizzarsi contro il rivale: mise truppe di stanza in alcuni borghi della zona del Sempione, a Parabiago le avanguardie, a Nerviano il centro della difensiva sotto lo zio Luchino Comandante Supremo dell'Esercito, a Rho il Villani controllava la retroguardia, in Milano invece lo stesso Azzone, malato di gotta, con al fianco lo zio Arcivescovo Giovanni, capitanava le milizie di difesa entro le mura.

## Lo scontro

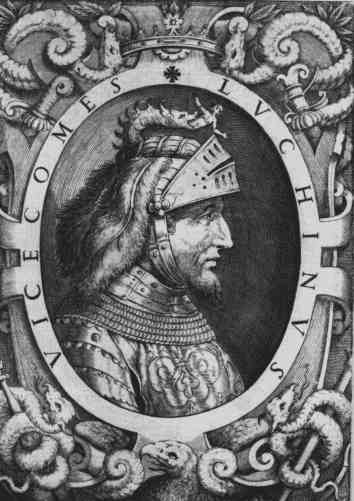
Luchino Visconti "eroe" della Battaglia di Parabiago.

Alle prime luci dell'alba del 21 febbraio Lodrisio uscì da Legnano e decise di attaccare i nemici entrando segretamente in Parabiago da tre vie: da Canegrate, dal Sempione e lungo l'Olona. L'avanguardia dell'esercito cittadino, 2000 fanti e 800 cavalieri al comando di Rainald von Lonrich, fu inizialmente colta di sorpresa poiché molti soldati ancora dormivano ma presto riuscì a riorganizzarsi e ad opporre resistenza. Lo scontro si svolse in un clima particolarmente freddo, ed il campo di battaglia era ricoperto da una coltre di neve. Verso mezzogiorno le difese cedettero e Rainald von Lonrich fu costretto a consegnarsi insieme a Giovanni Visconti e ai trecento cavalieri ancora in grado di combattere; i restanti duemila fanti e cinquecento cavalieri erano stati uccisi, feriti o erano fuggiti a Nerviano per dare l'allarme al resto dell'esercito.
Luchino allora si portò con le sue truppe verso Parabiago ma prima di giungervi, per sollevare il morale dei suoi uomini, fece cavalieri alcuni nobili che lo seguivano. Tra essi si ricordano il milanese Protaso Caimi, il lodigiano Lucio Vistarini, il genovese Giovanni Fieschi, i piacentini Lanzarotto Anguissola e Dondazio Malvicini della Fontana e un alessandrino degli Inviziati. Fu quindi attaccata battaglia.
Si dice che i due eserciti, avendo entrambi le insegne Viscontee, per distinguersi gridassero Miles Sancti Ambrosii (Soldati di Sant'Ambrogio), per i milanesi, e Rithband Heinrich (Cavalleria di Enrico), per la Compagnia di San Giorgio. Per alcune fasi, i soldati di Lodrisio ebbero la meglio e tra le file ambrosiane si distinsero i soldati di Pinalla Aliprandi, tra i quali un certo Antonio, figlio illegittimo di Matteo Visconti, quindi ziastro di Azzone; egli fece strage di mercenari tedeschi e si impossessò del loro stendardo. 
Alla fine però molti comandanti milanesi furono uccisi, feriti o catturati, così Luchino trovatosi in condizioni disperate, prese una decisione estrema: si armò di lancia e furiosamente si buttò a cavallo tra le file nemiche, venne poi disarcionato, ferito, spogliato e fatto prigioniero dai Lodrisiani che lo legarono ad un noce; i suoi si persero d'animo e cominciarono la ritirata verso Nerviano. Lodrisio vide avvicinarsi la vittoria, si accampò nel centro di Parabiago paese e con i comandanti studiò le mosse per entrare in Milano, mentre i suoi soldati si davano all'ozio ed alle razzie.
I fuggiaschi raggiunsero Milano ed impauriti cominciarono a raccontare l'esito parziale della battaglia, che sembrava ormai conclusa in favore dei loro nemici. Azzone mise in allerta i militi entro le mura ed impose di chiudere tutte le porte cittadine, impedendo l'ingresso e l'uscita a chiunque. Pare poi che egli si ritirasse nella sua cappelletta privata per pregare Dio e Sant'Ambrogio. Altri però raggiunsero Rho, dove Roberto Villani trovò i rinforzi ferraresi di Ettore da Panigo e altri trecento cavalieri savoiardi. Egli scelse quindi di riorganizzare le file ambrosiane e si pose in marcia verso Parabiago: fu facile per lui cogliere di sorpresa le vedette e liberato Luchino, riprese a dar battaglia. I soldati di Lodrisio, disorganizzati e stanchi dopo ore di combattimento, furono presto sconfitti.

## L'Apparizione Miracolosa e l'epilogo

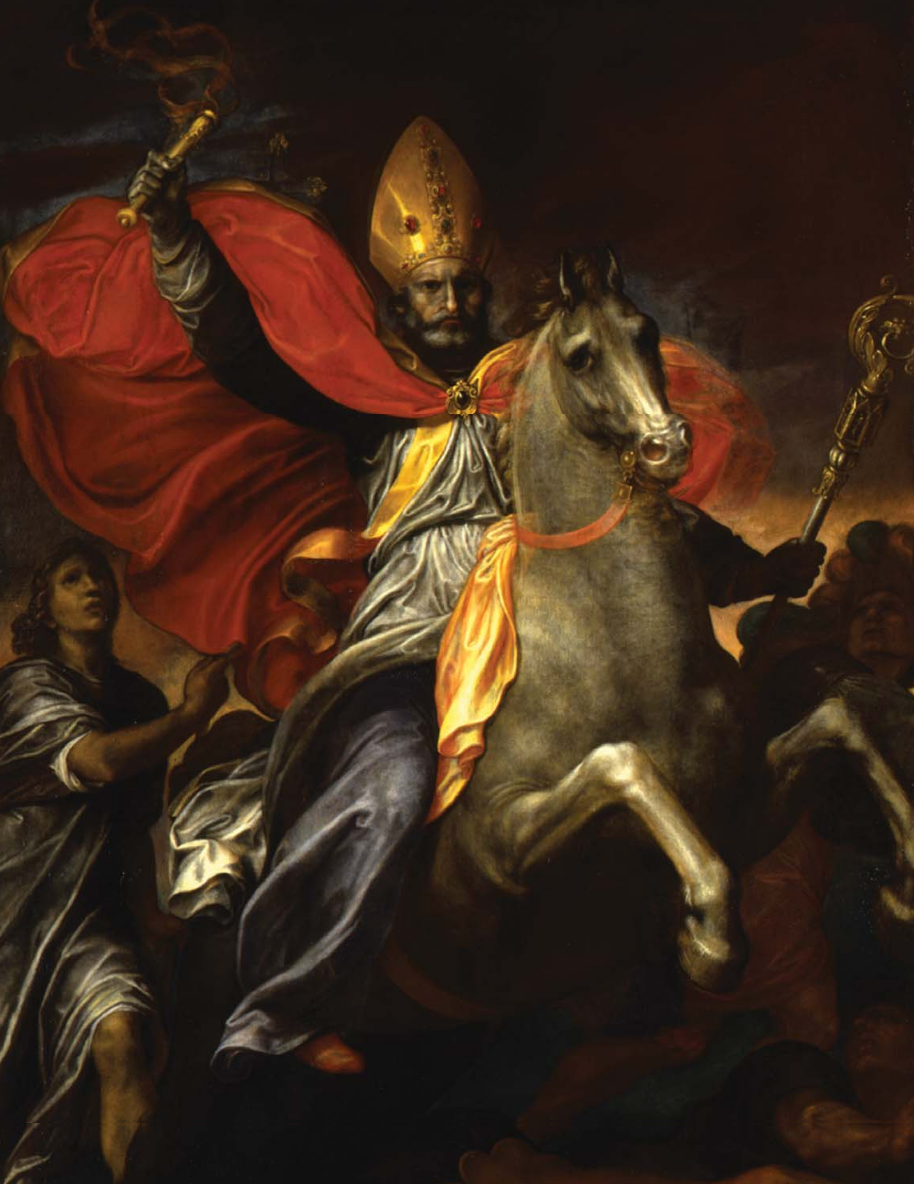
Sant'Ambrogio a cavallo, Giovanni Ambrogio Figino - Castello Sforzesco, Milano

Secondo la leggenda tramandata da alcuni cronachisti dell'epoca, le preghiere del vicario imperiale furono ascoltate: Sant'Ambrogio apparve sul campo di battaglia.
Si vide formarsi in cielo un nuvolone bianco, dal quale spuntò a cavallo il Patrono di Milano, vestito di bianco, e brandendo infuriato il suo staffile cominciò a frustare i soldati di Lodrisio terrorizzandoli, così i milanesi, incoraggiati da tale miracolo, si avventarono sui nemici ed ebbero la meglio.
Nello scontro caddero almeno 3000 uomini e 700 cavalli e vi fu un gran numero di feriti da entrambe le parti; i milanesi catturarono inoltre 2100 cavalieri.
Lodrisio venne scovato nelle campagne insieme ai due figli Ambrogio e Giannotto e obbligato a consegnarsi nelle mani di Giovanni Visconti, figlio di Vercellino. Su ordine di Azzone fu poi rinchiuso nelle prigioni di San Colombano al Lambro. Vi rimase fino al 1349, quando dopo la morte di Azzone e Luchino, venne liberato dal magnanimo fratello, l'arcivescovo Giovanni Visconti.
Ad essere oggetto di celebrazioni fu, più che l'intervento di Ettore da Panigo, soprattutto la leggendaria apparizione del santo patrono milanese, cui venne attribuito il merito di aver posto fine alla battaglia di Parabiago; il ricordo dell'evento, uno dei più cruenti dell'epoca, fu così eclatante che per secoli, nelle cronache milanesi e lombarde, oscurò la battaglia di Legnano.

## Commemorazioni artistiche

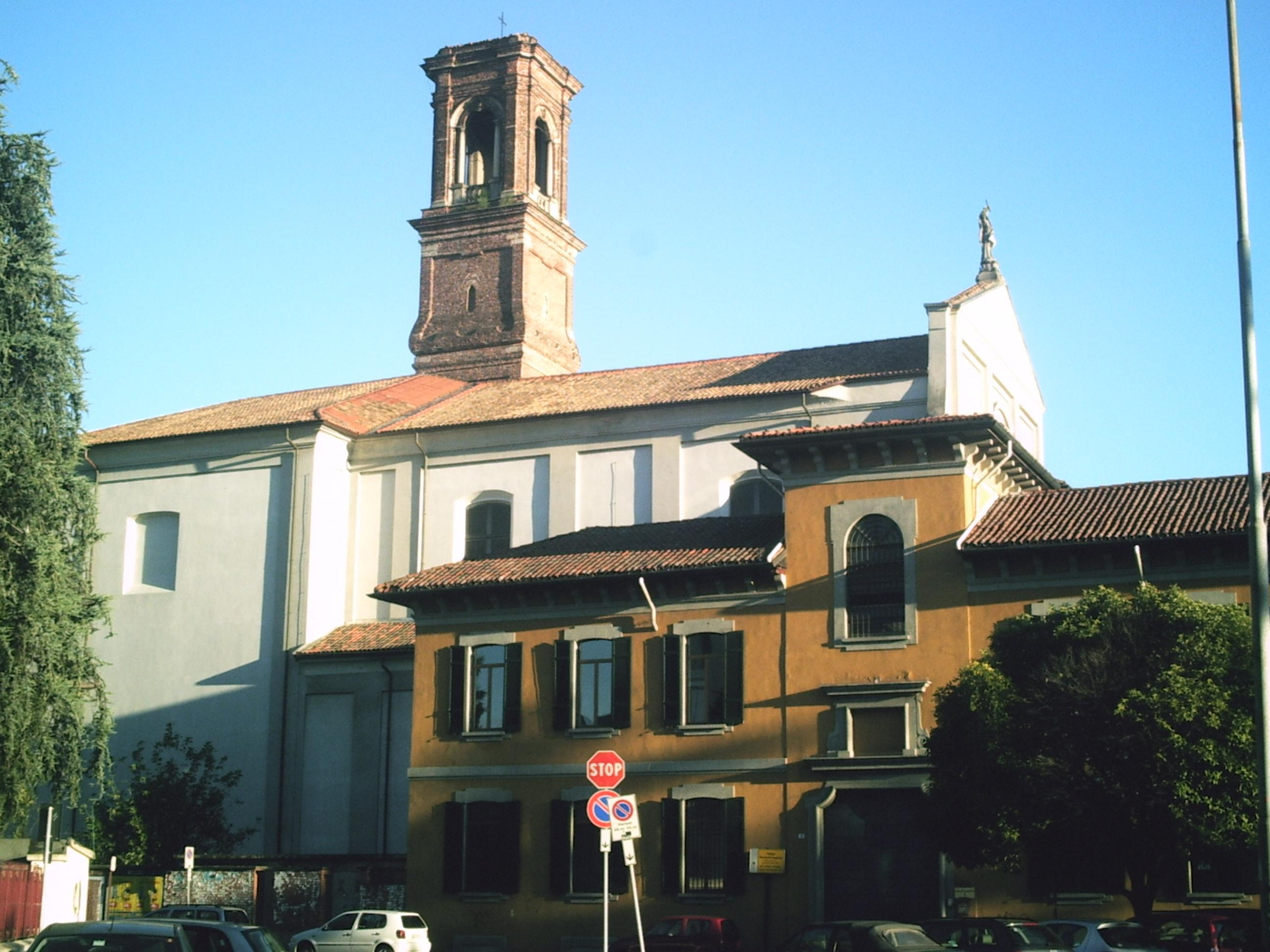
Vista laterale della Chiesa di Sant'Ambrogio della Vittoria con annesso ex-Monastero

Un anno dopo la Battaglia, i Visconti vincitori ordinarono la costruzione di un "Tempio", proprio a Parabiago, sul luogo dove apparve il Santo e dove Luchino fu legato al noce. Spettò all'Arcivescovo Giovanni Visconti, posare la prima pietra, e nel 1348 ne fu conclusa la costruzione. Si decise poi che ogni anno, il 21 febbraio, dovesse svolgersi una processione da Milano alla nuova Chiesa parabiaghese. Essa continuò fino al XVI secolo, quando fu revocata e spostata in città, nella Chiesa di Sant'Ambrogio ad Nemus. Ripresa più volte ad intermittenza, venne definitivamente soppressa nel 1581 su ordine dell'Arcivescovo San Carlo Borromeo, per motivi di ordine disciplinare ed impraticabilità delle strade, causa frequenti ed abbondanti nevicate.
Nella Certosa di Pavia, all'interno della cappella di S. Ambrogio, venne scolpito nel 1659 da Rusnati, un pallio marmoreo, raffigurante l'Apparizione in battaglia.
La stessa scena è ripresa su di una formella di bronzo, posta nel portone del Duomo di Milano, opera di Castiglioni.
Altra rappresentazione la si trova in una predella, da alcuni attribuita a Lorenzo Lotto, nella chiesa di San Martino di Calolziocorte.
Azzone Visconti per commemorare l'accaduto fece costruire a Somasca, frazione di Vercurago, anche la piccola cappella di Sant'Ambrogio, posta all'interno delle mura del castello dell'Innominato.